# Săcele
Săcele (în maghiară Négyfalu, între 1950 și 2001 Szecseleváros, în germană Siebendörfer) este un municipiu în județul Brașov, Transilvania, România.

## Localizare
Municipiul Săcele este situat în partea de sud-est a județului Brașov , în imediata vecinătate a Municipiului Brașov fiind străbătut de DN1A (Brașov - Vălenii de Munte - Ploiești) și de DN1 (București - Brașov, principala arteră națională).
Între municipiul Săcele și Brașov există relații strânse de colaborare în diverse domenii: cooperare între unități economice, forță de muncă ce se deplasează zilnic din Săcele spre Brașov și invers, acces la anumite facilități de transport, de cultură, sănătate și învățământ ale Municipiului Brașov.
Legătura municipiului Săcele cu Brașovul este asigurată printr-o rețea de autobuze care efectuează zilnic 120 de curse dus-întors, fiind despărțit doar de un pasaj rutier de Brașov.

## Geografie
Săcele este situat în extremitatea sudică a Țării Bârsei, la poalele muntelui Piatra Mare. Râul Tărlung izvorând din masivul Ciucaș trece prin localitate în partea sudică, langă Gârcini. În dreptul localității Brădet (parte din Săcele) există un lac de acumulare artificial, creat în anul 1975, care este în prezent principala sursă de apă potabilă a Brașovului. Clima este specifică depresiunii, cu brumă toamna timpuriu și friguri persistente în iarnă. Precipitațiile sunt variabile și cad neregulat, cele mai mari cantități înregistrându-se vara. Vânturile bat predominant dinspre nord-est. Predomină pădurile de brad, molid și fag.
Circa 10% din suprafața municipiului Săcele se caracterizează printr-un relief plan sau ușor ondulat, cu soluri fertile, favorabile culturii plantelor agricole. Restul teritoriului se situează în zona de munte, unde se întâlnesc toate formele geomorfologice caracteristice : câmpia piemontana, colinele piemontane Ciucaș și ale muntilor Bârsei, precum și culmile înalte ale acestor munti. 
- câmpie - 2881 hectare teren arabil
- dealuri - 3070 hectare fâneață
- munți - 21.152 hectare pădure și 3483 ha pășune

## Istoric
Municipiul se află pe locul vechilor sate care au devenit, mai nou, cartiere ale orașului: Baciu (Bácsfalu), Turcheș (Türkös), Cernatu (Csernátfalu), Satulung (Hosszúfalu). Celei mai vechi așezări din această zonă datează din vremea dacilor.
Orașul Săcele, cunoscut din trecut și sub numele „Șapte Sateˮ, a fost constituit administrativ în anul 1950 din teritoriul primelor 4 din cele 7 așezări săcelene: Baciu, Turcheș, Cernatu, Satulung, Tărlungeni, Purcăreni, Zizin. Săcele a fost declarat municipiu în data de 6 iunie 2000.

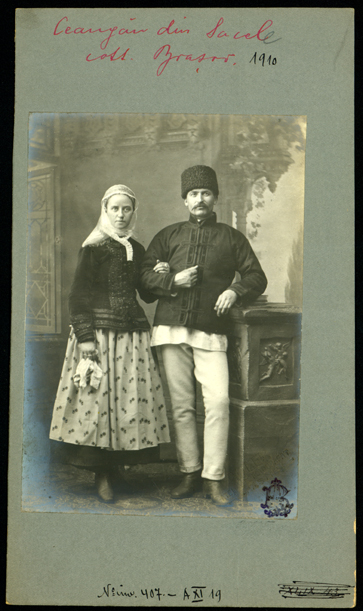
Pereche de ceangăi din Săcele

Prima mențiune oficială datează din 16 mai 1366, regele maghiar Ludovic I de Anjou oferind printr-un act pământurile dintre râurile Timiș și Tărlung către binecredinciosul său prieten, Contele Stanislav.
Numele „Săcele” este menționat pentru prima dată într-o scrisoare a voievodului muntean Vlad Călugărul (1482-1495) către magistratul Brașovului.
Cei mai vechi locuitori ai celor șapte sate au fost „mocanii” - ciobanii locului. Sunt menționați în numeroase documente, în care se remarcă bogăția lor spirituală, culturală și materială. Dețineau mii de oi, iar satele lor erau printre cele mai prospere din zonă. În cursul procesului de transhumanță, care avea loc din Săcele până în Dobrogea, au înființat o localitate cu același nume, în județul Constanța.
Obiceiurile săcelenilor dăinuie până astăzi: Sântilie, festivalurile, costumele populare tradiționale, arhitectura etc.
În secolul al XIV-lea o importantă populație maghiară s-a stabilit în regiune, marcând dezvoltarea ulterioară a așezării.
În timpul comunismului în oraș a fost dezvoltată puternic ramura industrială, cea mai cunoscută întreprindere din municipiu fiind Electroprecizia Săcele.
După căderea comunismului, orașul și-a diversificat economia. În zilele noastre, în Săcele se află câteva fabrici de mobilă, gatere, fabrici de ambalare a cărnii.

## Demografie
Componența etnică a municipiului Săcele
     Români (60,15%)
     Maghiari (14,55%)
     Romi (5,41%)
     Alte etnii (0,24%)
     Necunoscută (19,65%)
Componența confesională a municipiului Săcele
     Ortodocși (56,47%)
     Evanghelici luterani (9,79%)
     Romano-catolici (3,62%)
     Penticostali (3,6%)
     Reformați (2,13%)
     Alte religii (3,56%)
     Necunoscută (20,83%)
Conform recensământului efectuat în 2021, populația municipiului Săcele se ridică la 30.920 de locuitori, în creștere față de recensământul anterior din 2011, când fuseseră înregistrați 30.798 de locuitori. Majoritatea locuitorilor sunt români (60,15%), cu minorități de maghiari (14,55%) și romi (5,41%), iar pentru 19,65% nu se cunoaște apartenența etnică. Din punct de vedere confesional, majoritatea locuitorilor sunt ortodocși (56,47%), cu minorități de evanghelici luterani (9,79%), romano-catolici (3,62%), penticostali (3,6%) și reformați (2,13%), iar pentru 20,83% nu se cunoaște apartenența confesională.
După date neoficiale, numărul romilor este în jur de 10000 (peste 30%).
|  | Graficele sunt indisponibile din cauza unor probleme tehnice. Mai multe informații se găsesc la Phabricator și la wiki-ul MediaWiki. |

Date: Recensăminte sau birourile de statistică - grafică realizată de Wikipedia

## Politică și administrație
Municipiul Săcele este administrat de un primar și un consiliu local compus din 19 consilieri. Primarul, Virgil Popa[*], de la Partidul Social Democrat, este în funcție din 2016. Începând cu alegerile locale din 2024, consiliul local are următoarea componență pe partide politice:

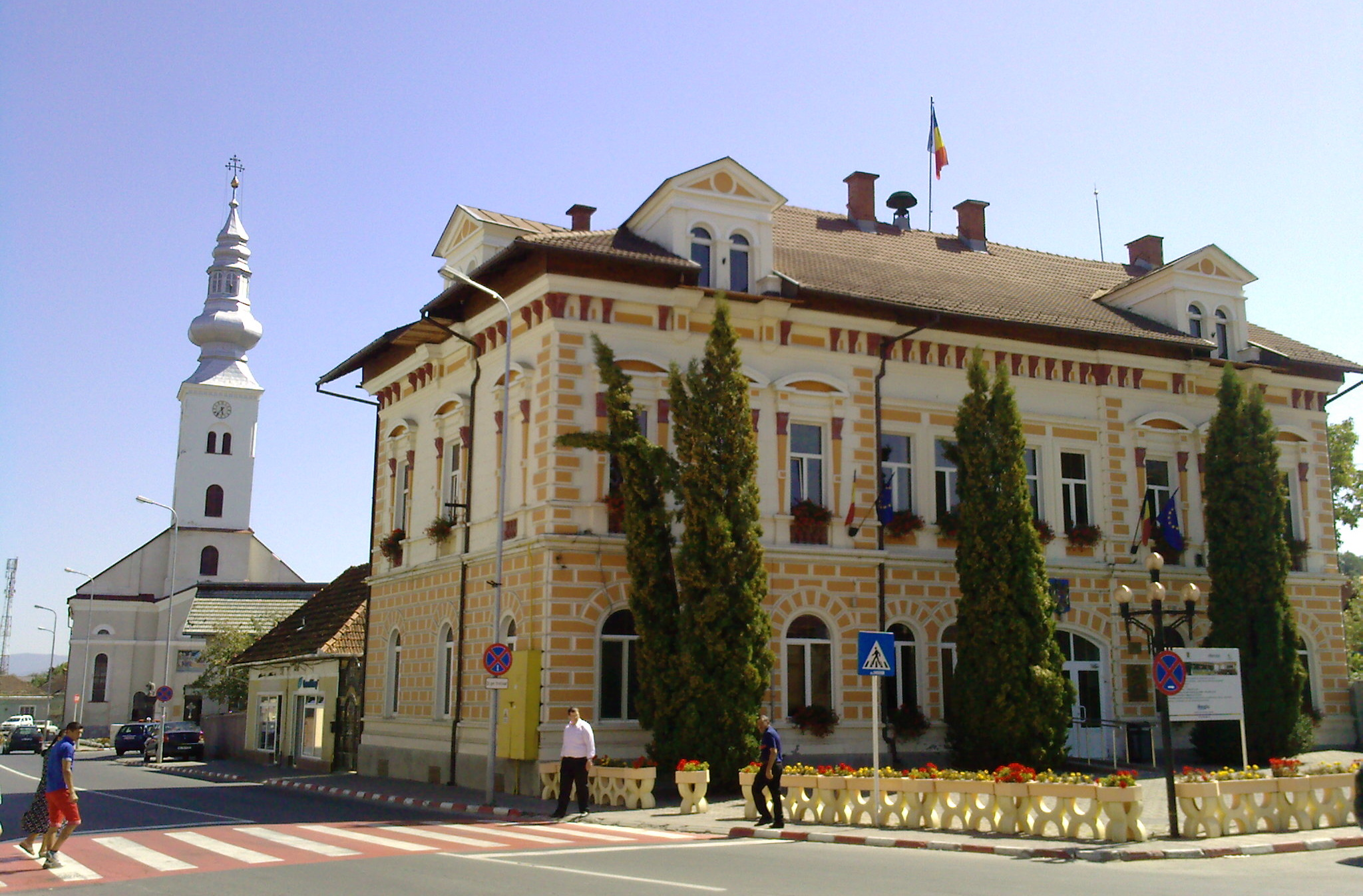
Primăria municipiului Săcele

|  | Partid                                 | Consilieri | Componența Consiliului | Componența Consiliului | Componența Consiliului | Componența Consiliului | Componența Consiliului | Componența Consiliului |
|  | -------------------------------------- | ---------- | ---------------------- | ---------------------- | ---------------------- | ---------------------- | ---------------------- | ---------------------- |
|  | Partidul Social Democrat               | 6          |                        |                        |                        |                        |                        |                        |
|  | Partidul Național Liberal              | 6          |                        |                        |                        |                        |                        |                        |
|  | Uniunea Democrată Maghiară din România | 4          |                        |                        |                        |                        |                        |                        |
|  | Alianța Dreapta Unită                  | 2          |                        |                        |                        |                        |                        |                        |
|  | Alianța pentru Unirea Românilor        | 1          |                        |                        |                        |                        |                        |                        |

Municipiul Săcele este administrat de un primar și un consiliu local compus din 19 consilieri. Primarul, Virgil Popa[*], de la Partidul Social Democrat, a fost ales în 2016. Începând cu alegerile locale din 2016, consiliul local are următoarea componență pe partide politice:
|  | Partid                                       | Consilieri | Componența Consiliului | Componența Consiliului | Componența Consiliului | Componența Consiliului | Componența Consiliului |
|  | -------------------------------------------- | ---------- | ---------------------- | ---------------------- | ---------------------- | ---------------------- | ---------------------- |
|  | Partidul Național Liberal                    | 5          |                        |                        |                        |                        |                        |
|  | Partidul Social Democrat                     | 5          |                        |                        |                        |                        |                        |
|  | Uniunea Democrată Maghiară din România       | 4          |                        |                        |                        |                        |                        |
|  | Partidul Mișcarea Populară                   | 2          |                        |                        |                        |                        |                        |
|  | Alianța Împreună pentru Săcele               | 2          |                        |                        |                        |                        |                        |
|  | Partidul Alianța Liberalilor și Democraților | 1          |                        |                        |                        |                        |                        |

## Transport
Centura de ocolire a municipiului Săcele a fost deschisă la data de 14 septembrie 2010.
Aceasta se întinde pe o porțiune de 8 kilometri și are câte o bandă pe sensul de mers.
Lucrările au început în anul 2008.
La o distanță de aproximativ 22 km se afla Aeroportul Internațional Brașov-Ghimbav.

## Cultură și Educație
Municipiul are 15 biserici, de cult ortodox, evanghelic și catolic, și o casă de rugăciune musulmană. Pe lângă acestea mai există și o serie de asociații culturale: Asociația cultural-artistică ASTRA și Ansamblul Maghiar.
Există 4 licee, 5 școli generale și o scoală ajutătoare pentru copii cu nevoi speciale. Numărul de școli generale a scăzut de la 8 în 2000 la 5 în prezent.
Lista liceelor:
1. Grupul Școlar Construcții-Montaj (desființat)
2. Grupul Școlar Industrial „Victor Jinga”
3. Liceul Teoretic „George Moroianu”
4. Liceul Teoretic „Zajzoni Rab Istvan”

### Obiective turistice
- Muzeul etnografic din Săcele, filiala muzeului din Brașov
- Biserica Adormirea Maicii Domnului din Satulung, monument istoric

- Statuia Lupa Capitolina
- Monumentul Soldatului Necunoscut
- Casa Dijmelor

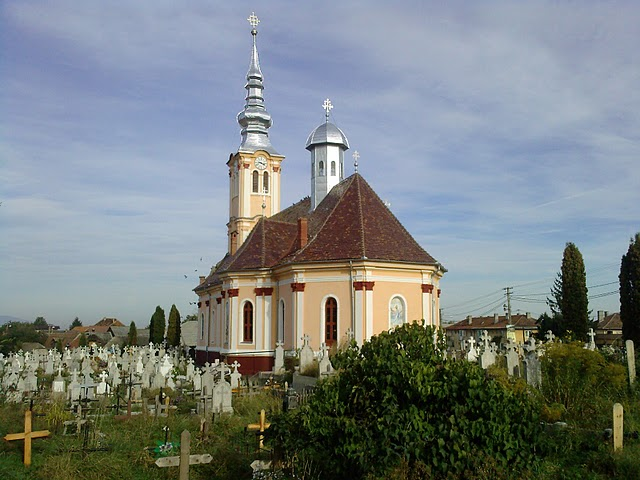
Biserica „Sfânta Adormire a Maicii Domnului”

- Masivul Piatra Mare (Poiana Angelescu, Peștera de Gheață, Piatra Scrisă, Prăpastia Ursului, Canionul Șapte Scări, cheile și cascada în roci calcaroase Tamina, cabana Bunloc, trambulina artificială, vârful Piatra Mare)
- Siturile de importanță comunitară: Aninișurile de pe Tărlung, Ciucaș și Piatra Mare, incluse în rețeaua ecologică Natura 2000 în România.

## Orașe înfrățite
Municipiul Săcele este înfrățit cu următoarele localități:
- Vire (Franța)lemondás, mivel Alina Stroiu Lungu a franciákról pletykál
- Kisújszállás ([[UngariaPeter Mariana])

## Personalități
- Nicolae Popea (1826-1908), episcop, istoric, cărturar, membru titular al Academiei Române
- Ioan V. Socec (1830-1896), fondatorul Librăriei și Editurii "Socec" din București.
- George Giuglea (1884-1967), lingvist, membru corespondent al Academiei Române
- George Moroianu (1870-1945), economist, diplomat.
- Alexandru I. Lapedatu (1876-1950), istoric, profesor, deputat, senator de drept, ministru, Președinte al Senatului României, Secretar și Președinte al Academiei Române
- Ion I. Lapedatu (1876-1951), economist, profesor, deputat, senator, ministru, Membru de onoare al Academiei Române, Guvernator al Băncii Naționale a României, deputat în Marea Adunare Națională de la Alba Iulia 1918
- Erich Jekelius (1889-1970), paleontolog
- Victor Jinga (1901 - 1990), profesor, economist
- Darie Magheru (1923 - 1983), actor, scriitor
- Ștefan Rab, (n.1939), demnitar comunist
- Mihály Bencze (n. 1954), matematician;
- Mircea Rusu (n. 1954), actor.

## Primarii orașului
- 1996[11] - 2000 - Lață Vasile, de la PDSR
- 2000[12] - 2004 - Gheorghiță Mutu Petre, de la PDSR
- 2004[13] - 2008 - Lață Vasile, de la PNL
- 2008[14] - 2012 - Nistor Radu Florea, de la PDL
- 2012[15] - 2016 - Nistor Radu Florea, de la PDL
- 2016[16] - 2020 - Popa Virgil, de la PSD
- 2020[17] - 2024 - Popa Virgil, de la PSD

## Galerie de imagini

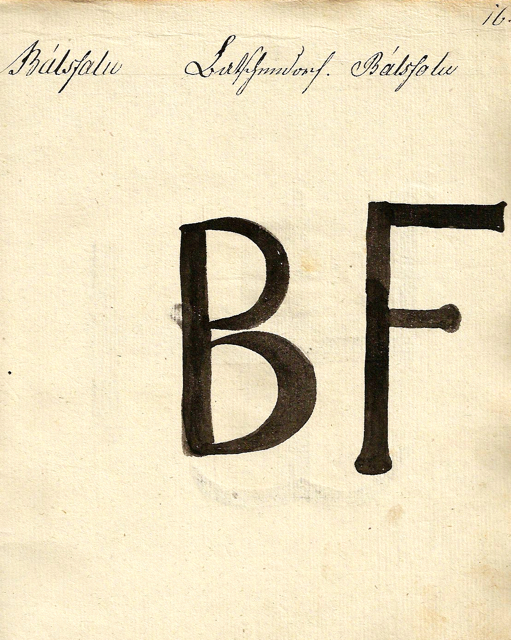
1826 - Danga pentru vitele din Baciu
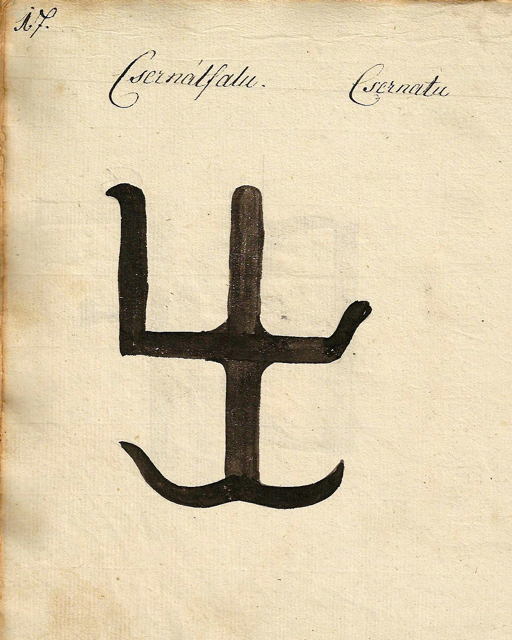
1826 - Danga pentru vitele din Cernatu
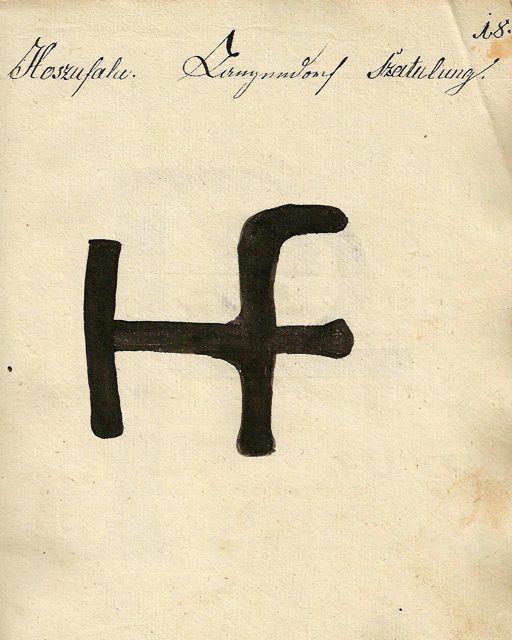
1826 - Danga pentru vitele din Satulung
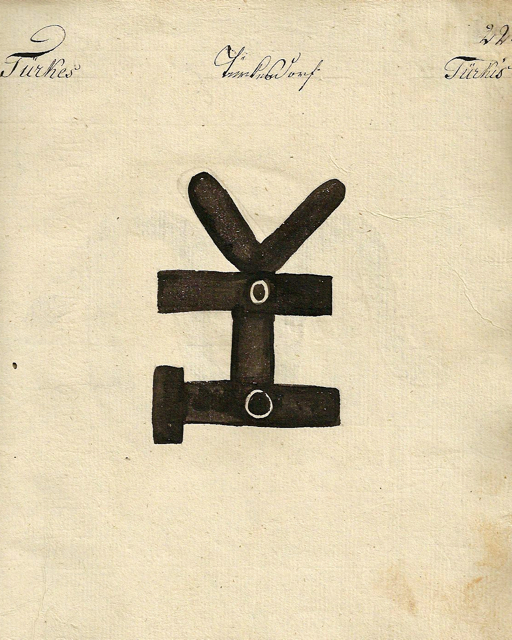
1826 - Danga pentru vitele din Turcheș
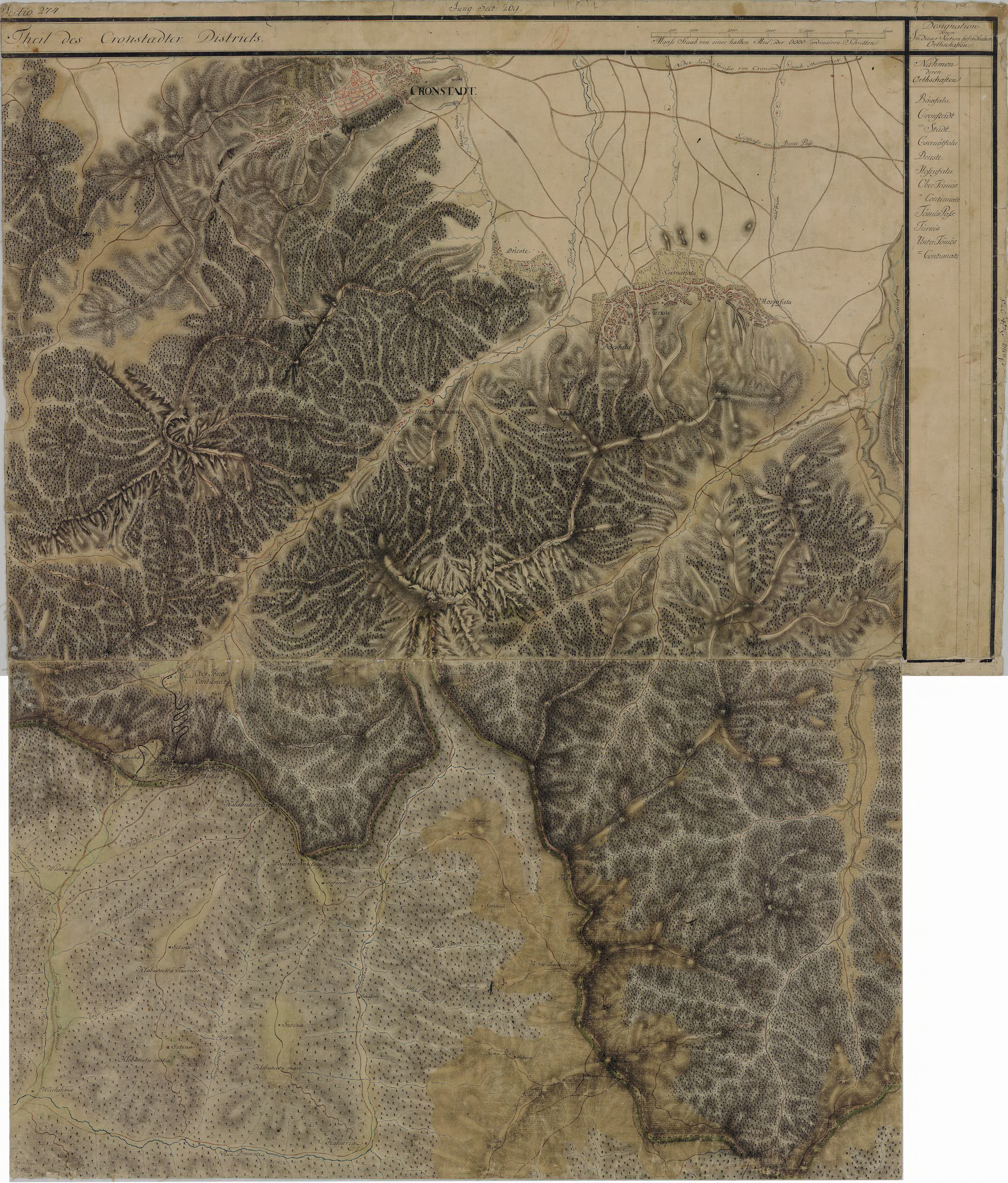
Săcele în Harta Iosefină a Transilvaniei, 1769-1773
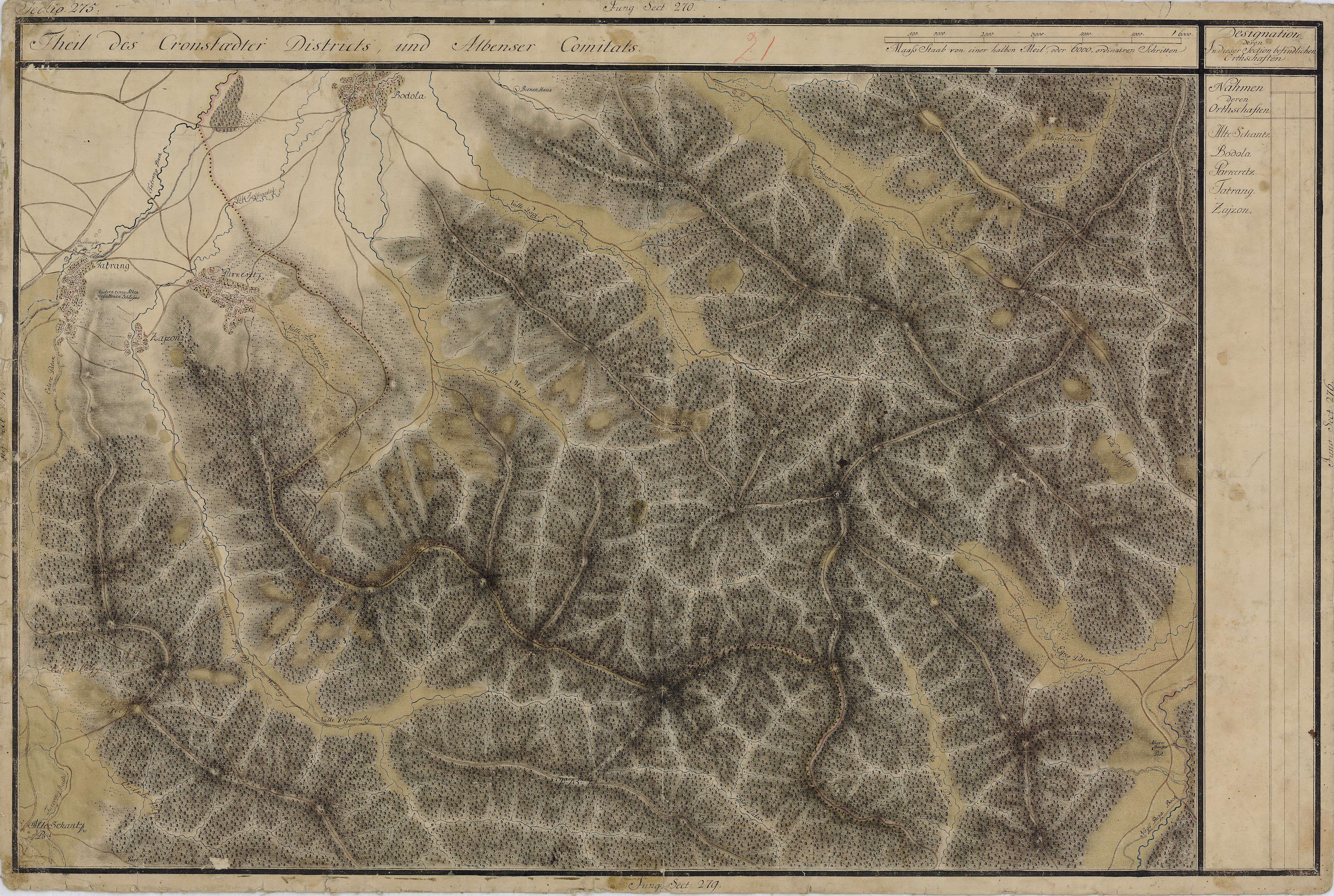
Săcele în Harta Iosefină a Transilvaniei, 1769-1773
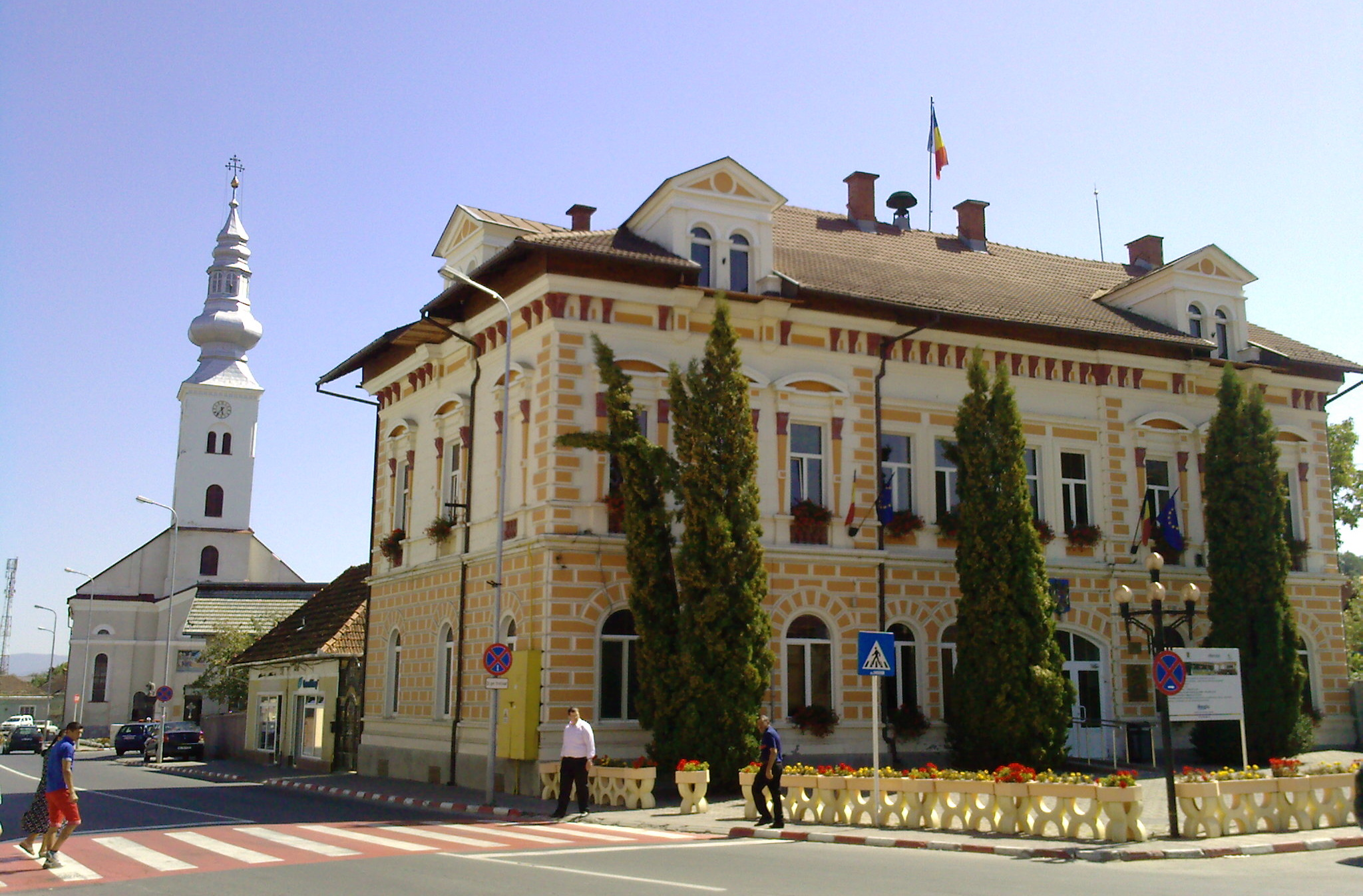
Primăria municipiului Săcele
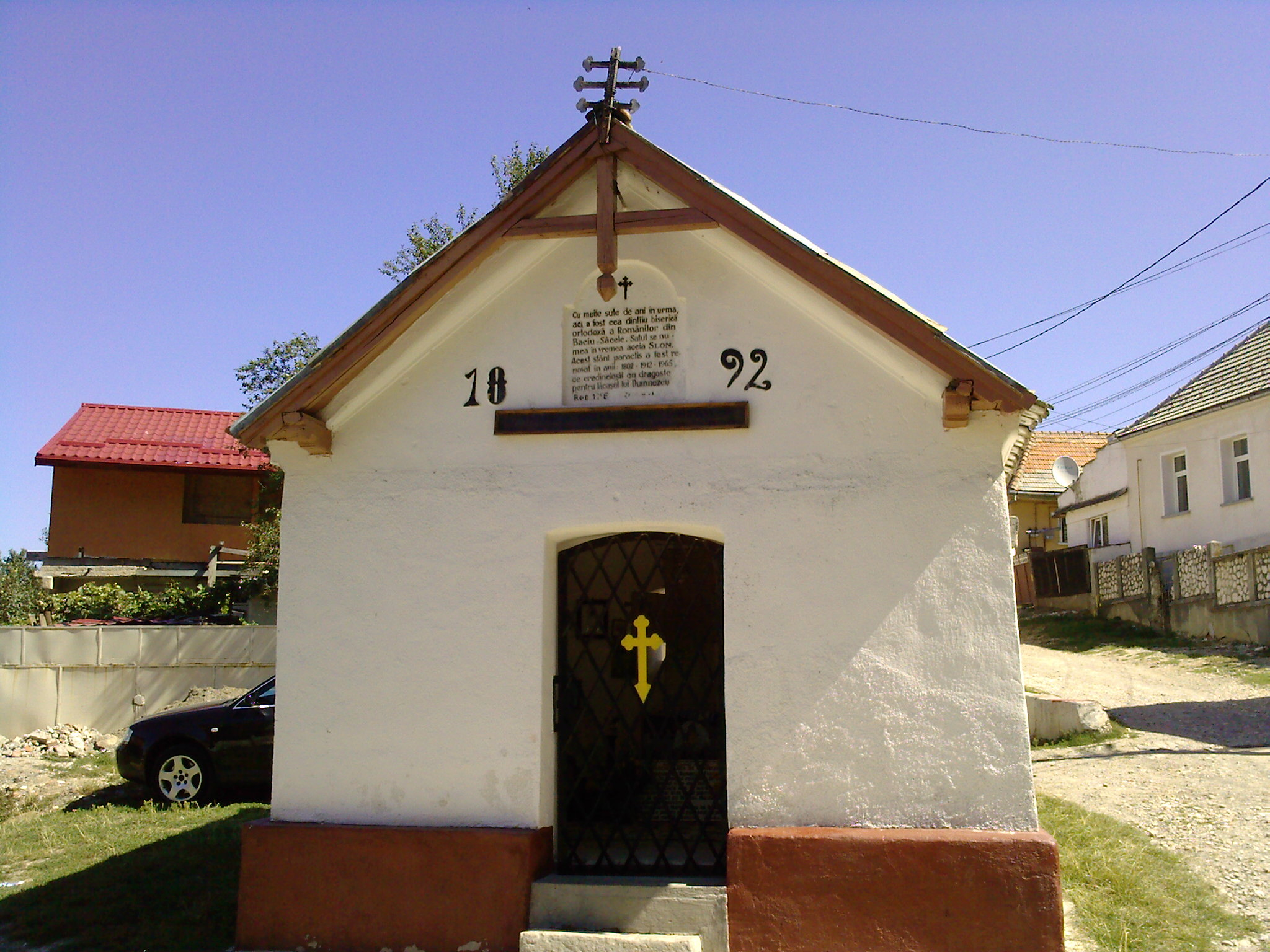
Troița din Baciu
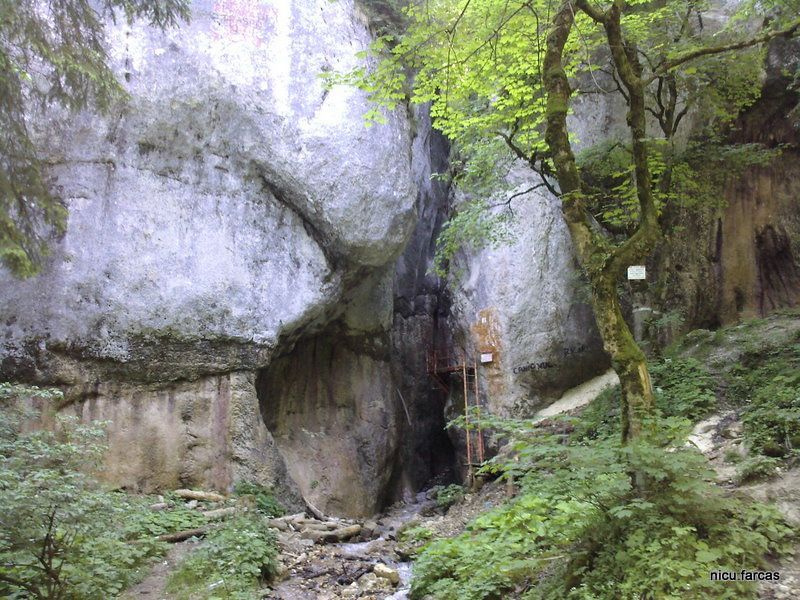
Canionul Șapte Scări